# Yasoda dohertyi
Yasoda dohertyi är en fjärilsart som beskrevs av Hans Fruhstorfer 1912. Yasoda dohertyi ingår i släktet Yasoda och familjen juvelvingar. Inga underarter finns listade i Catalogue of Life.